# أليسون سميث (ممثلة)
أليسون سميث هي ممثلة كندية، ولدت في 7 أكتوبر 1982 في أوتاوا في كندا.